# Hetty Voûte
Henriëtte "Hetty" Voûte (Utrecht, 12 giugno 1918 – Amsterdam, 16 gennaio 1999) è stata una partigiana olandese, combattente della Resistenza dichiarata Giusta tra le Nazioni dallo Yad Vashem il 24 marzo 1988 per aver salvato dei bambini ebrei olandesi i cui genitori erano stati deportati nei campi di concentramento nazisti durante la seconda guerra mondiale.

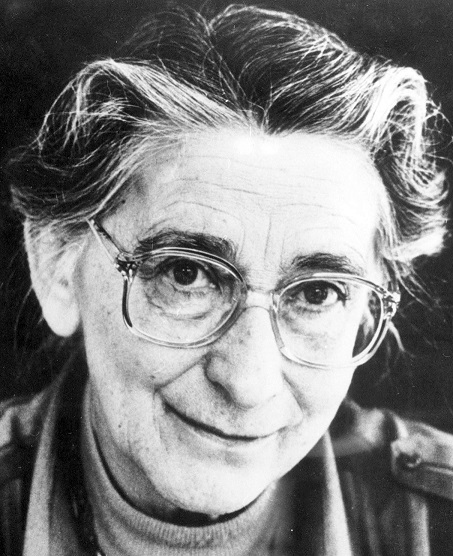
Henriette ("Hetty") Voute

Sottoposta a un crescente controllo da parte dei simpatizzanti nazisti, nel febbraio 1943 fu costretta a nascondersi, ma riprese la sua attività di salvataggio e resistenza nel giro di poche settimane. Arrestata nel giugno 1943 come membro dell'Utrechts Kindercomité (UKC, Comitato dei bambini di Utrecht), fu incarcerata e trasferita da una prigione all'altra fino al trasferimento nel campo di Herzogenbusch a Vught e alla definitiva deportazione nel campo di concentramento di Ravensbrück. Sopravvissuta fino alla liberazione, tornò a casa nei Paesi Bassi, si sposò ed ebbe dei figli.

## Biografia
Nacque il 12 giugno 1918 a Utrecht, Henriëtte era la più giovane dei sette figli di Pauline Hermine Elisabeth Pierson e Paul Antoine Jr. Voûte, originario del villaggio polacco di Glowaczow, emigrato da Varsavia a bordo della M.S. Batory e divenuto direttore di fabbrica a Utrecht. I suoi fratelli erano: Jan Lodewijk, conosciuto anche come "Lodie", Paul Antoine, Jan Reinier, Allard, Nicolaas Gerard e Pauline Hermine Elisabeth.
Dopo aver completato gli studi allo Stedelijk Gymnasium, nel 1937 si iscrisse come specializzanda in biologia all'Università di Utrecht. Fu in questo periodo che lei e la sua famiglia vennero a conoscenza del crescente antisemitismo in Germania, voci poi confermate dal fratello nel 1938. Un dipendente della KLM Royal Dutch Airlines che si trovò in Germania per un incarico di lavoro nel novembre di quell'anno, era stato testimone oculare delle violenze perpetrate contro gli ebrei durante la notte dei cristalli, il pogrom che ebbe luogo il 9 e 10 novembre, durante il quale la Sturmabteilung distrusse sinagoghe, negozi e altri edifici di proprietà di ebrei, uccise più di 90 ebrei e ne deportò 30.000 nei campi di concentramento. Nello stesso anno, Hetty entrò a far parte della Croce Rossa.

## Occupazione nazista dei Paesi Bassi
Hetty scelse di vivere in famiglia a Kromme Nieuwe Gracht mentre studiava biologia all'Università di Utrecht. Il suo mondo ordinato fu però sconvolto nel 1940, quando il 10 maggio la Germania invase i Paesi Bassi che si arresero dopo cinque giorni di brutali combattimenti:
Secondo Yad Vashem, il Bulletin, la pubblicazione clandestina dei suoi fratelli, fu in effetti il primo giornale della Resistenza olandese. Di conseguenza, il primo atto concreto di resistenza di Hetty fu di fungere come corriere per consegnare le copie del giornale ai membri della comunità mossi dal voler riprendere il controllo del loro governo.
Nell'autunno del 1940, si trasferì a Noordwijk insieme a Olga Hudig, sua compagna di classe, per delle ricerche nell'ambito di un corso universitario di biologia marina. Mentre otteneva il permesso necessario dal governo locale (in quel periodo l'accesso alle spiagge era stato limitato dalle autorità naziste), notò "una mappa molto bella che mostrava la posizione di tutti i cannoni antiaerei in quella striscia di terra" e capì che avrebbe potuto aiutare i membri della Resistenza locale del contenuto e della posizione della mappa:
Durante questo periodo, Hetty e Hudig aiutarono anche a trovare le famiglie di Noordwijk e dintorni disposte a nascondere e a proteggere i bambini ebrei dalle persecuzioni degli ufficiali nazisti, successivamente iniziarono a far ospitare i bambini inviati dalla cellula di resistenza gestita da Joop Westerweel. In breve si unì all'Utrechts Kindercomité (UKC, Comitato per i bambini di Utrecht) per fronteggiare la persecuzione e la deportazione degli ebrei (compresa la deportazione di massa da Amsterdam ai campi di concentramento di Auschwitz e Sobibor nel luglio 1942) e fu coinvolta nel salvataggio dei bambini su una scala significativamente più ampia:
Molti ebrei furono arrestati, ma rimasero alcuni bambini che vagavano per le strade. Una giovane donna di nome Ad Groenendijk passeggiava per il quartiere ebraico e pensava:"Chi si prenderà cura di questi piccoli?" Ne raccolse quattro o cinque e li portò a casa del nostro amico Jan Meulenbelt. Sua madre disse subito che potevano rimanere lì fino a quando non fossero stati presi altri provvedimenti. Jan mi chiamò e mi disse che avevamo del lavoro da fare... Per diversi mesi ho aiutato a trovare un posto ai bambini ebrei i cui genitori dovevano presentarsi per le "missioni di lavoro". In questo caso era diverso: i genitori erano stati portati via senza preoccuparsi dei bambini. 
Molto rapidamente, una decina di studenti si attivarono per cercare dei rifugi... A volte andavo a prendere due o tre bambini in una volta e li portavo lontano. Alla fine di agosto il nostro gruppo aveva trovato nascondigli per 140 bambini.»
Secondo Yad Vashem, poco prima di iniziare la massiccia azione del luglio 1942 ad Amsterdam, le autorità naziste e i loro collaboratori olandesi avevano designato il teatro ebraico Hollandse Schouwberg come principale area di detenzione. Man mano che il rastrellamento procedeva, i bambini venivano separati dai loro genitori e trasferiti "all'asilo nido - quello che era stato un centro di assistenza diurna per i figli di madri lavoratrici per lo più ebree". I genitori furono poi portati nel campo di transito di Westerbork, dove furono trattenuti fino a quando non furono trasportati verso un campo di sterminio. Non appena riuscirono a entrare in sicurezza nella Crèche, Hetty Voûte e Gisela Wieberdink-Soehnlein, una studentessa di legge dell'Università di Utrech, iniziarono una serie di visite durante le quali nascosero i bambini nei sacchi della biancheria, nei bidoni del latte e nei sacchi di patate, li fecero uscire di nascosto dall'edificio e li trasportarono presso le famiglie di sostegno dell'UKC. Tra il 1942 e il 1943, Voûte e Wieberdink-Soehnlein collaborarono con Henriette Pimentel, direttrice dell'asilo, il dottor Johan Van Hulst, direttore di un vicino seminario per insegnanti, e Walter Süskind, e salvarono 1.000 dei circa 4.000 bambini a rischio. Anche il fratello, Paul Voûte, medico stimato, la assistette nei suoi sforzi per salvare i bambini.
Nell'estate del 1942, Hetty fu anche attivamente impegnata a procurare tessere annonarie per il crescente numero di bambini ebrei accolti dalla rete di sostegno dell'UKC. Tra i suoi fornitori c'era Menachem Pinkhof, uno dei membri ebrei del gruppo Westerweel. Per assicurarsi altre tessere iniziò a viaggiare per i Paesi Bassi, costruì una rete di rifornimento sicura convincendo i funzionari di 12 centri di distribuzione ad autorizzare l'emissione delle tessere annonarie insieme ai documenti di registrazione di ogni bambino dell'UKC. Nel novembre 1942, era responsabile dell'amministrazione dell'UKC e della salvaguardia del registro che documentava i nomi e gli indirizzi dei bambini ebrei nascosti dall'UKC. Accompagnò i bambini ai rispettivi rifugi e, nel caso non fossero disponibili, trovava altri rifugi temporanei per i bambini in difficoltà.
In questa rete parteciparono anche Willemiena Bouwman (nota come Mien van Trouw) e Willem Pieter ("Wim") Speelman, uno degli organizzatori di Trouw (giornale clandestino protestante ortodosso pubblicato illegalmente, in violazione delle leggi naziste che proibivano il libero funzionamento degli organi di stampa indipendenti).
Man mano che si diffondeva la consapevolezza del suo operato, Hetty fu sottoposta a un crescente controllo da parte di olandesi e nazisti. Dopo aver rischiato di essere arrestata nel febbraio 1943, fu costretta a interrompere temporaneamente le sue attività e a nascondersi, soggiornando per diverse settimane presso Adrie Knappert a Ommen, nell'Overijssel, finché non passò il pericolo immediato. Nell'estate del 1943, il 12 giugno sera si recò alla stazione ferroviaria di Utrecht per recuperare la sua bicicletta, fu arrestata dalla Gestapo e portata in prigione. Il giorno successivo fu incarcerata anche Gisela Wieberdink-Soehnlein, sua amica e collaboratrice dell'UKC.

### Prigioniera a Herzogenbusch e Ravensbrück
In seguito all'arresto, Hetty e Gisela furono trasferite da un carcere all'altro fino al trasferimento definitivo nel campo di concentramento di Herzogenbusch.
Durante questo periodo, furono anche interrogate dalla Gestapo, ma Voûte non divulgò mai i nomi dei suoi collaboratori né altri dettagli della loro operazione di salvataggio. Secondo un'intervista successiva:
Furono trasferite insieme in un seminario cattolico di Haaren trasformato in prigione dagli ufficiali nazisti e successivamente deportate in Germania mentre le truppe alleate avanzavano nei Paesi Bassi, quindi inviate alla stazione ferroviaria di Ravensbrück, da dove era prevista la partenza verso il campo di concentramento, cosa che non avvenne a causa del grave sovraffollamento. Il "più grande campo di concentramento femminile del Reich tedesco", secondo lo USHMM, Ravensbrück si trovava a nord di Berlino ed era "secondo per dimensioni solo al campo femminile di Auschwitz-Birkenau".
Costrette a "sedersi su un mucchio di carbone per due giorni e due notti sotto la pioggia", ha detto Voûte, una volta ammesse si resero conto che le condizioni di vita sarebbero state pessime: i prigionieri erano obbligati a stare in piedi per ore durante gli appelli del mattino e della sera, mentre i nomi dei prigionieri venivano controllati con i registri del campo, venivano spesso picchiati durante queste revisioni. Assegnati a un gruppo di lavoro nella fabbrica della Siemens, a pranzo ricevevano solo "una zuppa acquosa con dentro un po' di cavolo", "e a cena altra zuppa e un pezzo di pane duro". Di notte dormivano su "materassi duri riempiti con un po' di paglia fetida", in baracche sporche e infestate dai pidocchi. Le condizioni peggiorarono ulteriormente nel 1945 quando si diffuse la consapevolezza che la Germania avrebbe perso la guerra, le guardie smisero di nutrire i prigionieri sopravvissuti e intensificarono i loro sforzi nello sterminio di massa.
In seguito ai negoziati condotti dal diplomatico svedese Folke Bernadotte, Hetty, Gisela e altri detenuti furono finalmente liberati da Ravensbrück il 28 aprile 1945. I rappresentanti della Croce Rossa Internazionale diedero loro pane fresco e zuppa di lenticchie, ricevettero anche cure mediche prima di essere trasportati in furgone, treno e traghetto a Malmö. Inizialmente non le fu permesso di tornare nei Paesi Bassi a causa della grave carenza di cibo e perché non si era ancora completamente ripresa dagli effetti della prigionia nel campo; fu quindi ricoverata a Landskrona prima di essere trasferita a Lidingö, un sanatorio vicino a Stoccolma, perché i medici scoprirono che aveva contratto la tubercolosi. Le fu finalmente permesso di tornare a casa nell'aprile del 1946.

## Nel dopoguerra
Il 16 dicembre 1946 Hetty Voûte iniziò una nuova vita a Utrecht, sposando Christian Elie Dutilh. Dopo il matrimonio, la coppia si trasferisce nelle Indie Orientali Olandesi, dove accoglie due figli e due figlie. Nel 1953 Hetty contrasse nuovamente la tubercolosi, la famiglia tornò nei Paesi Bassi stabilendosi nella Prinses Marijkestraat di Amsterdam. Nel 1972 divorziò dal marito, Hetty Voûte divenne insegnante di biologia presso la Huishoudschool di Amsterdam, incarico che ricoprì per otto anni. Negli ultimi anni visse ad Amsterdam "in un elegante appartamento in una delle strade più belle della città, a pochi isolati dalla Casa di Anna Frank".
Anche i suoi genitori e i suoi fratelli sopravvissero alla guerra. Suo fratello, Jan Lodewijk, il maggiore, conosciuto da amici e parenti come "Lodie", e uno dei due fratelli Voûte che co-pubblicarono un giornale della Resistenza durante la guerra (attività per la quale fu arrestato e imprigionato dai nazisti), divenne un diplomatico olandese. Le furono assegnati incarichi a Madrid, Rio de Janeiro e San Paolo, L'Aia e Santiago del Cile, nel 1960 fu nominato ambasciatore dei Paesi Bassi in Cile, incarico che mantenne fino alla sua morte, avvenuta per una malattia cardiaca il 24 ottobre 1962. I suoi resti furono riportati nei Paesi Bassi per essere inumati nel Cimitero Generale di Noordwijk il 5 novembre 1962.
Suo fratello Paul Antoine, medico rispettato a L'Aia all'inizio della guerra e imprigionato per aver aiutato Hetty nelle sue attività di salvataggio dei bambini, continuò a praticare la professione di medico; anche lui e sua moglie Margaret sono stati dichiarati Giusti tra le Nazioni da Yad Vashem il 28 marzo 2012.
Jan Reinier, l'altro fratello, prima della guerra era avvocato presso lo studio Loeff e Van der Ploeg, Lawyers & Notaries di Amsterdam; dal 1966 al 1980 è stato membro degli Stati Provinciali dell'Olanda Settentrionale e dal 1976 al 1980 del Senato degli Stati Generali. Fu presidente della fondazione che sostiene la Rembrandthuis di Amsterdam, ha anche fondato e presieduto la Dutch-Indonesia Society ed è stato nominato cavaliere il 21 settembre 1978 come ufficiale dell'Ordine di Orange-Nassau.

## Morte
Henriëtte Voûte è morta ad Amsterdam, nei Paesi Bassi, il 16 gennaio 1999.

## Onorificenze

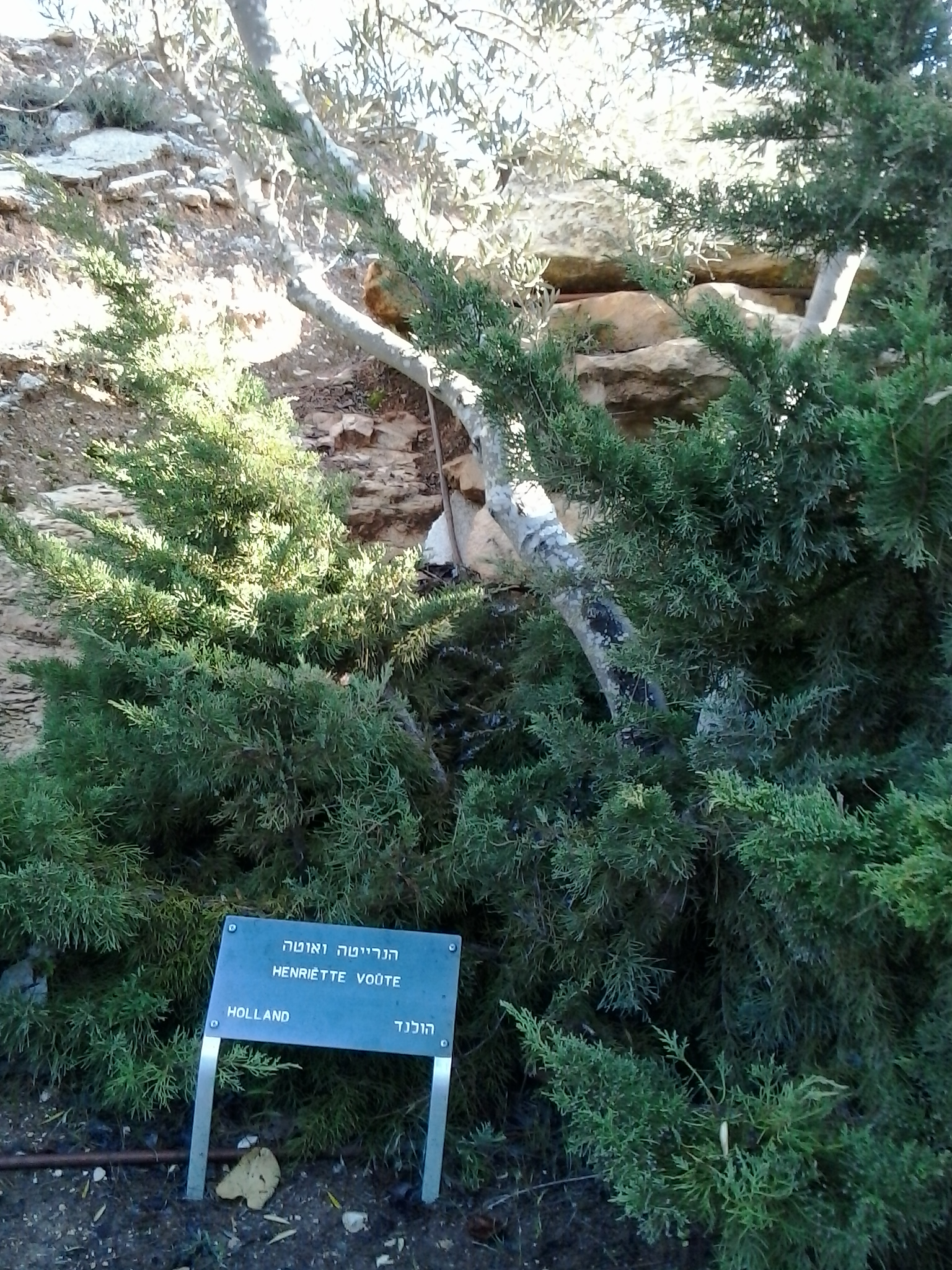
L'albero piantato in onore di Henriette Voute

Il 24 marzo 1988 è stata dichiarata Giusta tra le Nazioni dallo Yad Vashem, è stato piantato un albero in suo onore nel Giardino dei Giusti sul Monte della Rimembranza a Gerusalemme. Durante il suo discorso alla cerimonia di piantumazione osservò:
Questo accadeva 46 anni fa. Oggi questi bambini sono uomini e donne di circa 50 anni, e alcuni di loro hanno avuto un ruolo nella costruzione e nella difesa dello Stato.
Non saremmo stati in grado di farlo da soli... Ognuna di queste persone ha contribuito alla ricerca degli indirizzi dove i bambini potessero scomparire, al loro spostamento e alla fornitura delle tessere annonarie...»